# Toni Kähkönen
Toni Kähkönen, född 29 september 1986 i Vasa, Österbotten, är en finsk ishockeyspelare som spelar forward i Karlskrona HK. Toni har tidigare spelat för de finska klubbarna Esbo Blues och Oulun Kärpät samt svenska Leksands IF i SHL. Två gånger har han tillsammans med Blues tagit silver i FM-ligan, 2007/2008 och 2010/2011,  och vann mästerskapet tillsammans med Kärpät 2013/2014.